# Погребище I
Погребище I — вузлова залізнична станція 4-го класу Козятинської дирекції Південно-Західної залізниці.
Від станції розходяться два напрямки на:
- Козятин I (найближча станція Ржевуська за 6 км, у самому місті Погребищі);
- Жашків довжиною 77 км (найближча зупинка Розкопане, 9 км)

Потяг Козятин-1 - Христинівка був скасований у 2020р

## Історія
Станцію відкрито 18 (30) грудня 1890 року у складі лінії Козятин I — Христинівка. З відкриттям залізничного сполучення навколо станції виникло селище Погребище Перше.

## Пасажирське сполучення
До станції курсують приміські поїзди Козятин I — Погребище, Козятин I — Жашків, Козятин I — Христинівка.
Станцією користуються мешканці сіл Адамівка (1 км) та Педоси (5 км) Погребищенського району Вінницької області. 

## Галерея

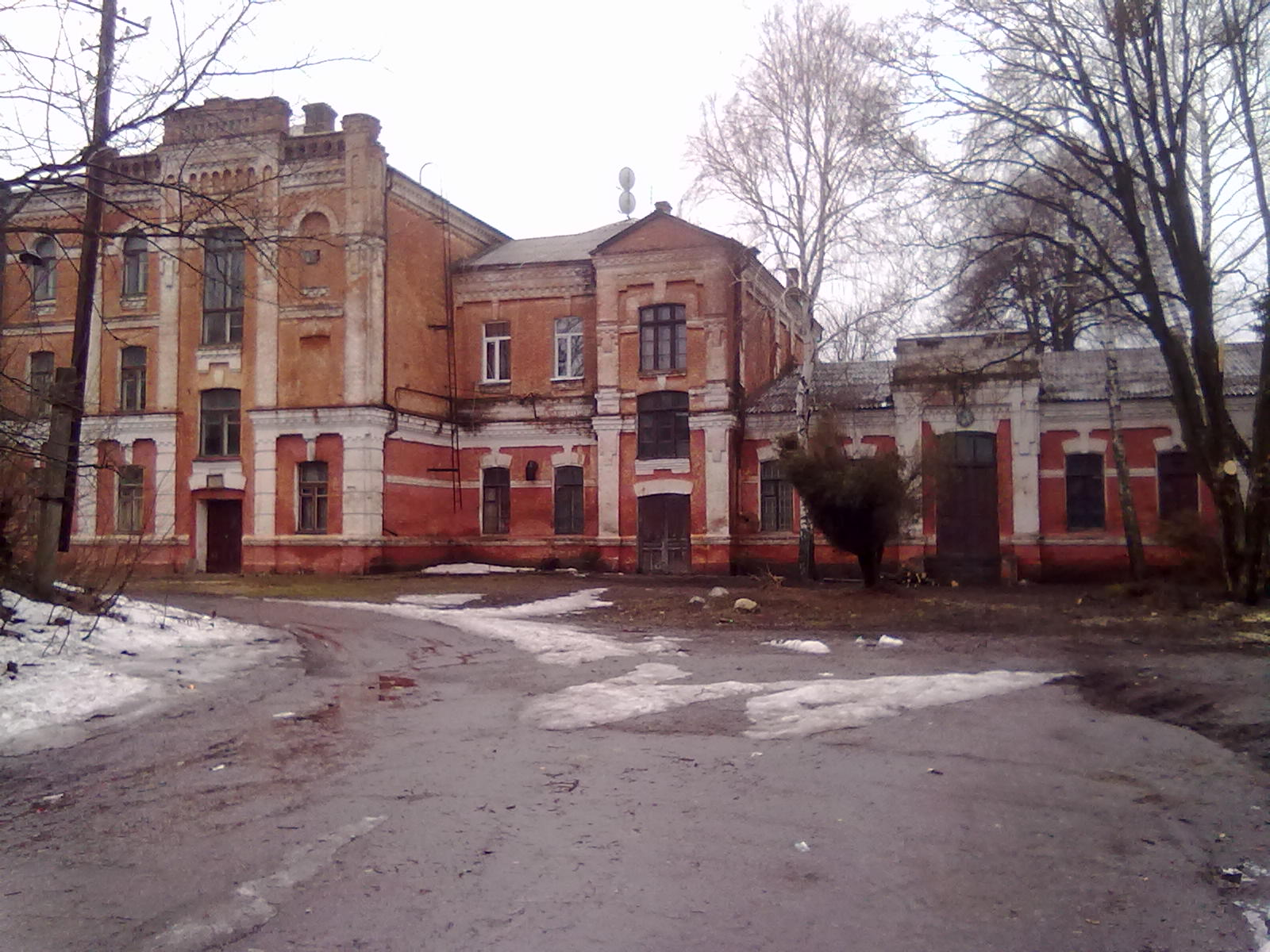
Вокзал
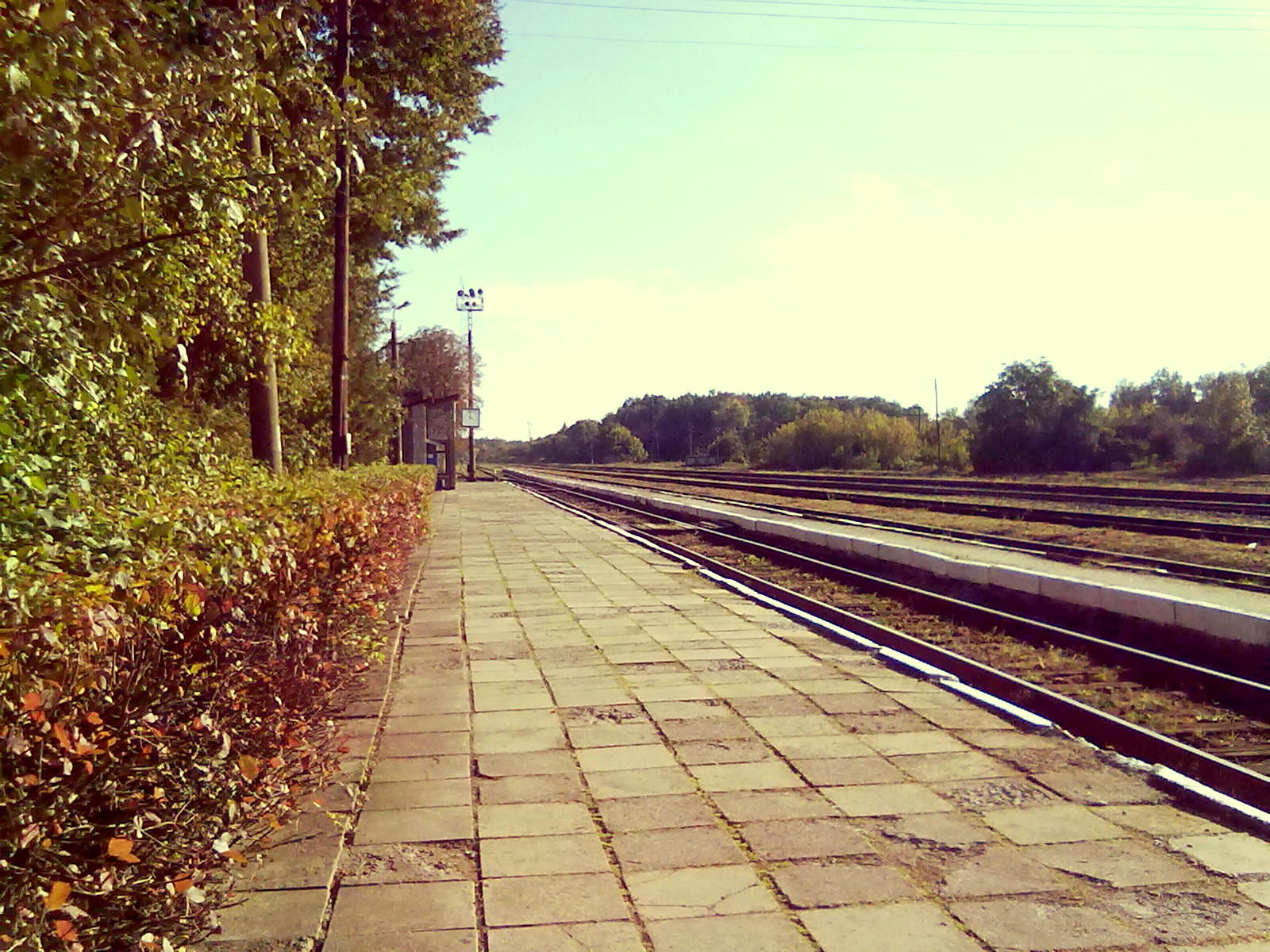
Вигляд з платформ
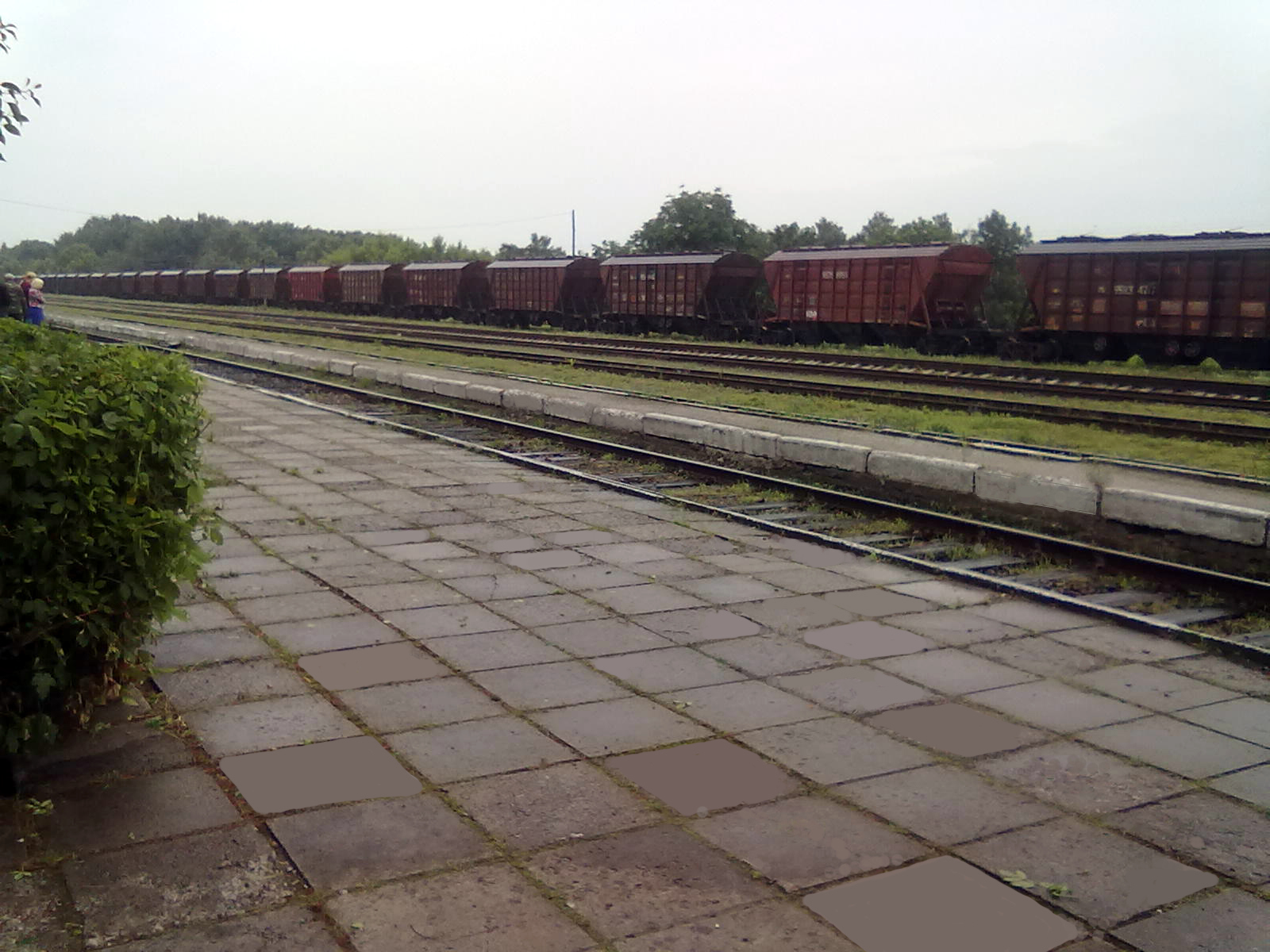
Вигляд з платформи № 2
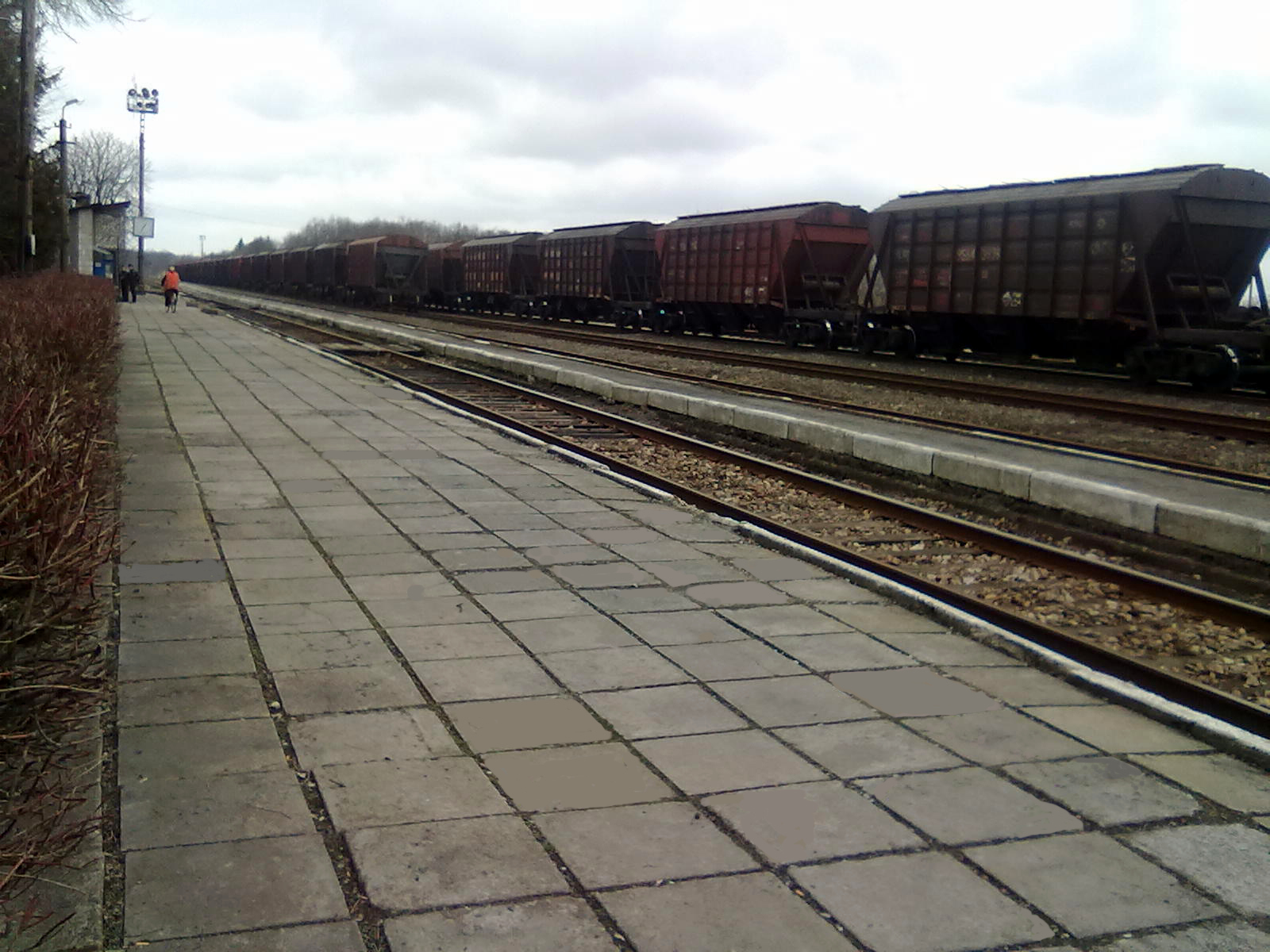
Вигляд з платформи № 3
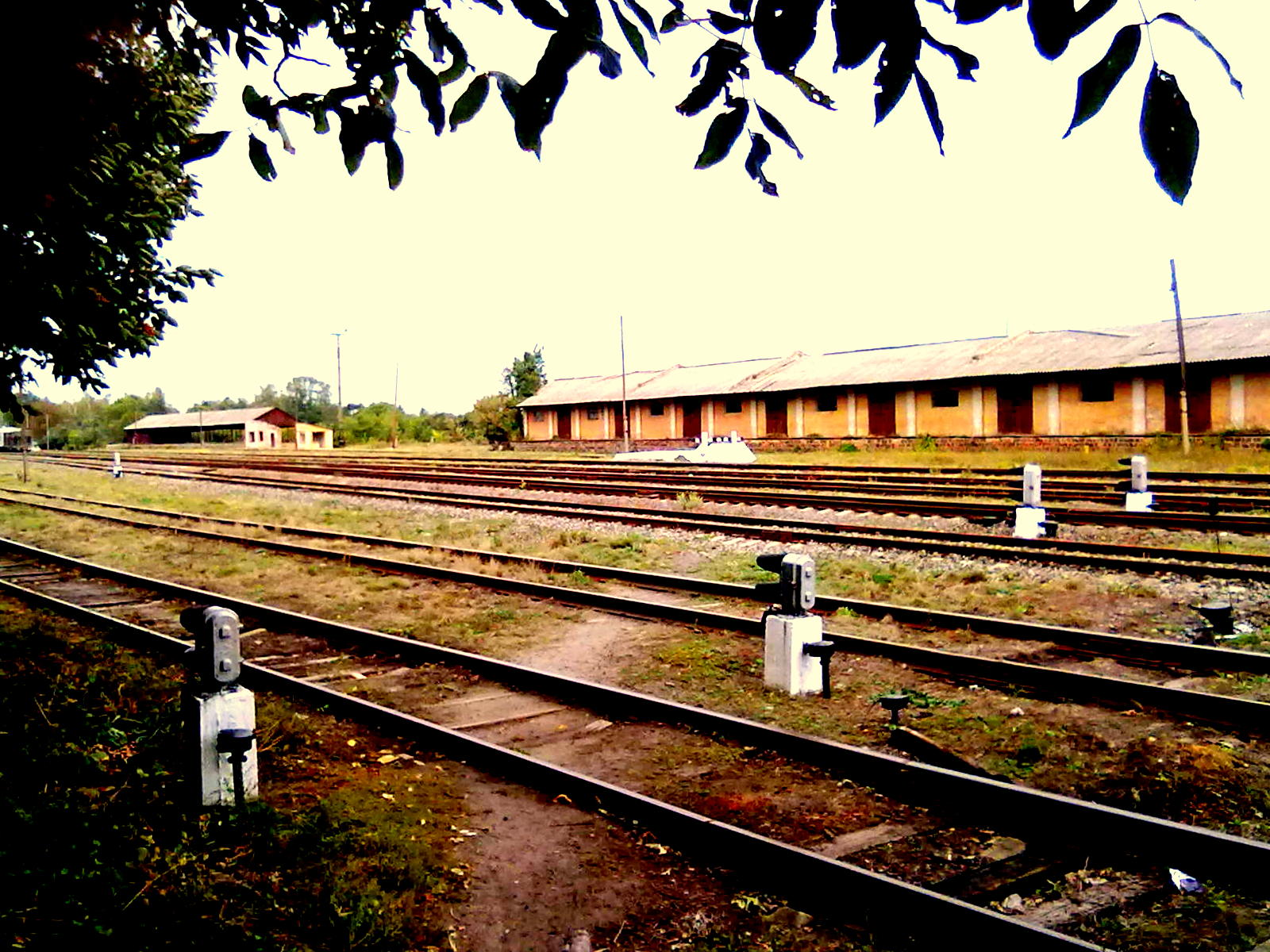
Загальний вигляд станції
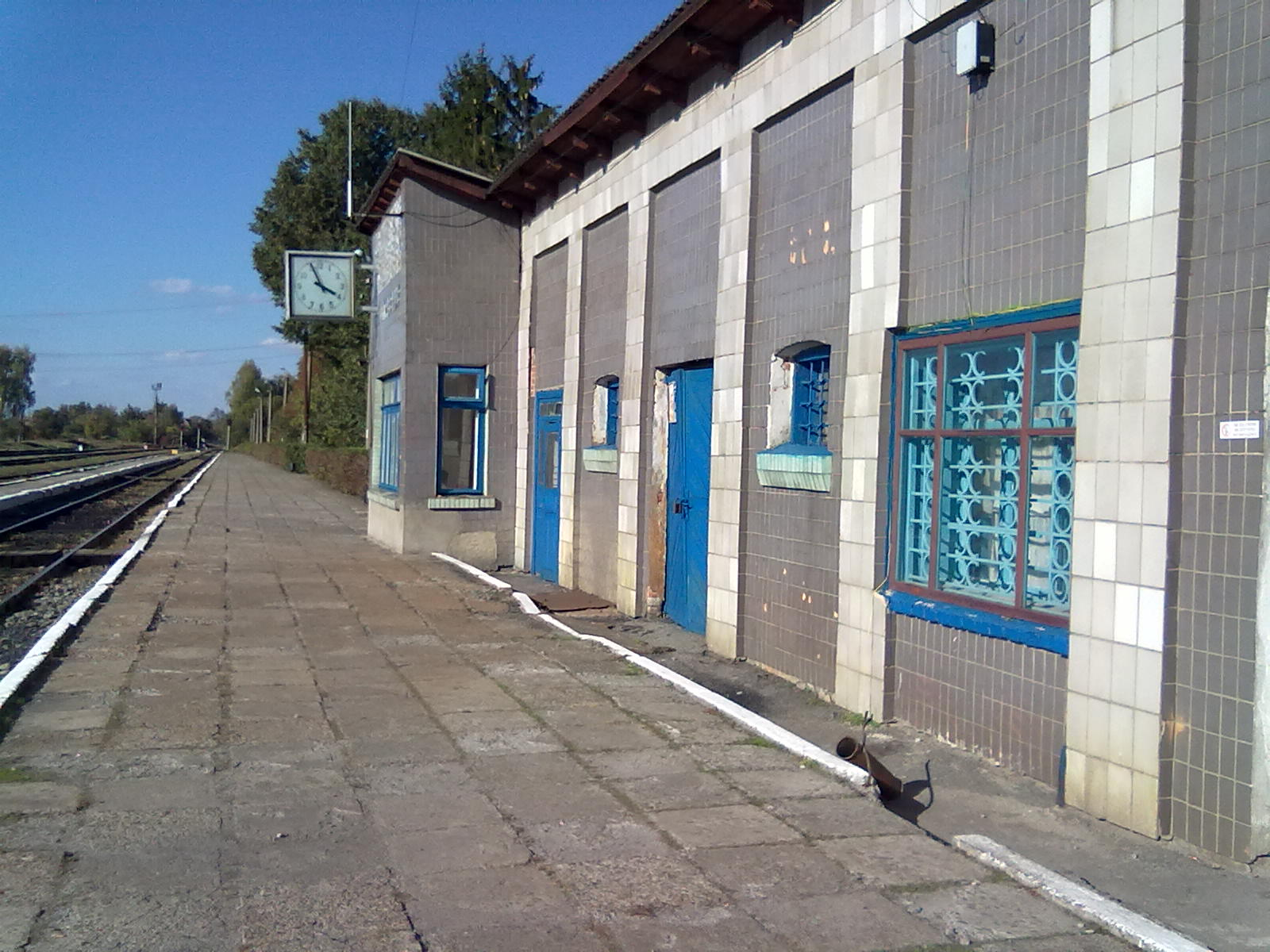
Пункт ДСП
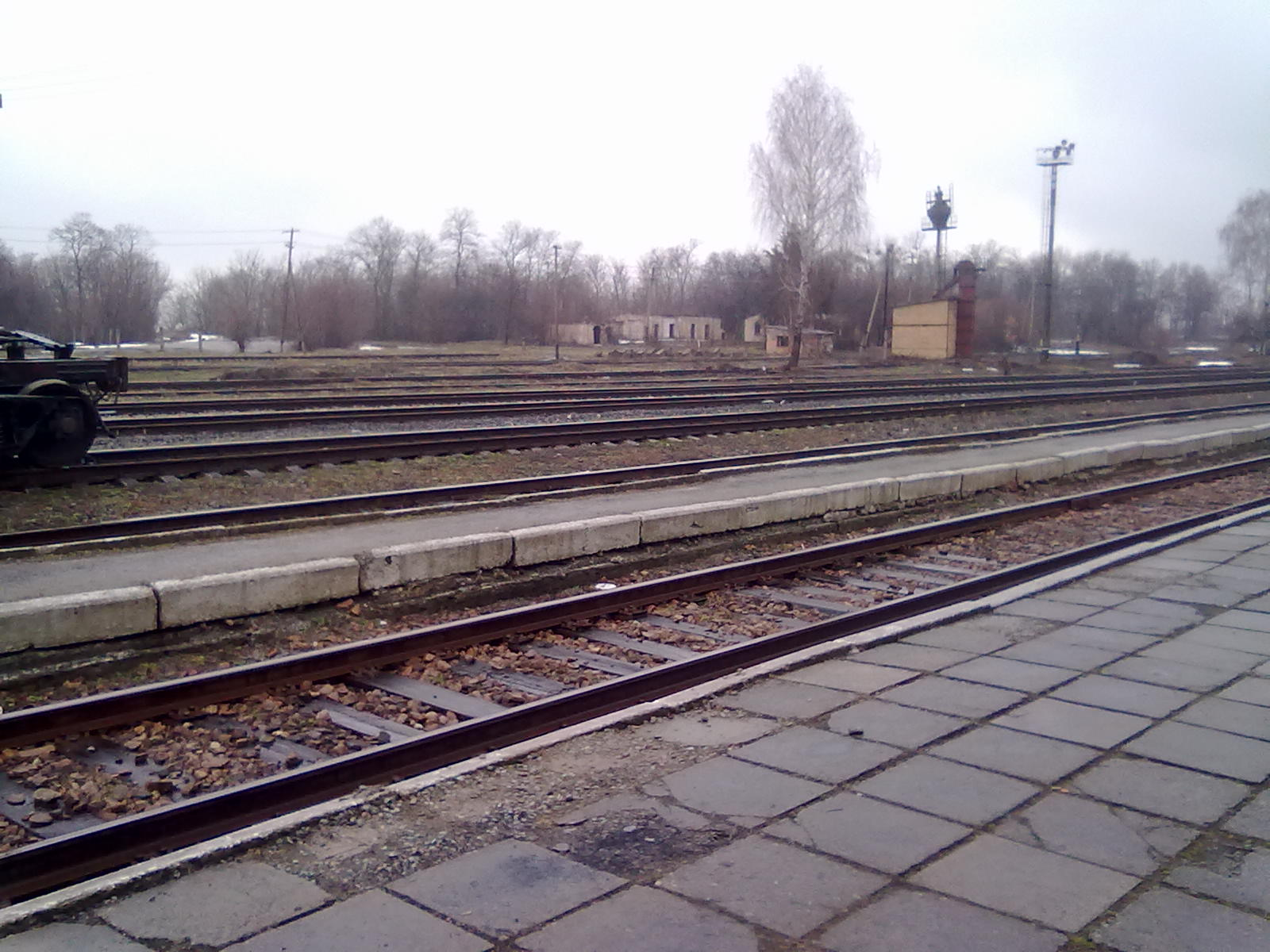
Територія станції